# Kaple Panny Marie (Podlesí)
Kaple Panny Marie je malá poutní kaple v Podlesí, části obce Dolní Žandov v okrese Cheb v Karlovarském kraji. Nachází se Slavkovském lese v místě zaniklé osady Javořina nad levým břehem Podleského potoka, přibližně 4,5 km severně od Dolního Žandova.
Kaple je chráněna od roku 2005 jako kulturní památka České republiky.

## Historie
Historie poutního místa se váže přibližně k roku 1730. Podle pověsti hnal jeden řezník z Dolního Žandova údolím potoka dobytek. Zabloudil, ale za pomoci Panny Marie našel cestu zpět. Z vděčnosti umístil na buk v místě budoucí kaple mariánský obrázek. K němu brzy začali chodit místní obyvatelé, kteří se octli v nějaké nesnázi. Na místě stromu s obrázkem byla později postavena dřevěná poutní kaple zasvěcená Panně Marii.
V roce 1929 se při bouři zřítil na střechu kaple strom a kapli silně poškodil. Kaple byla nouzově opravena, ale v květnu 1930 z neznámých důvodů vyhořela. Nová kaple v hrázděném stylu byla postavena v letech 1931–1932. Dne 11. září 1932 byl do nové kaple přenesen obraz Panny Marie, uložený po předchozí dobu 150 let v kostele v Dolním Žandově.
V 90. letech 20. století byla kaple opravena a do kaple umístěna železná pouta, která mají symbolizovat tíhu strachu řezníka, který v místě kaple bloudil. Roku 1994 zde byla obnovena poutní tradice.

## Stavební podoba
Architektonicky jednoduchá hrázděná kaple obdélného půdorysu stojí ve svahu na podezdívce z kyklopského zdiva, na kterém je cihlový věnec. Užší pětiboký presbytář se nachází na jihovýchodní straně kaple. Střecha nad lodí je valbová, nad presbytářem sedlová s polygonálním závěrem. Nad ním se tyčí na dřevěných sloupcích šestiboká, z boků šindelem krytá zvonička, završená oplechovanou cibulovou střechou. Dřevěné trámy hrázdění vytváří dvě nad sebou umístěné řady obdélných polí, nárožní pole jsou napříč dělena vzpěrami. Boční stěny lodi mají po jednom sdruženém obdélném oknu, okno v zadní severní stěně je trojité. V presbytáři se nachází pět oken v dřevěných rámech s polokruhovými dřevěnými výplněmi v rozích. Okna jsou opatřena vitrážemi. Dva obdélné vstupy na jihovýchodní straně lodi jsou umístěny symetricky po stranách presbytáře. Do lodi se vstupuje přes malou předsíň. Strop lodi má nepravou zrcadlovou klenbou, presbytář je plochostropý.